# Paranoid (album)
A Paranoid az angol Black Sabbath együttes második stúdióalbuma, amely 1970. szeptember 18-án jelent meg Angliában, míg az Egyesült Államokban 1971 januárjában. Nagy kritikai megbecsülésnek örvend mint az úttörő hard rock és heavy metal albumok egyike.
Az album címe eredetileg War Pigs lett volna, de a lemeztársaság tartott a vietnámi háborút támogatók reakciójától, és Paranoidra változtatták. A címadó dalt az együttes az utolsó pillanatban a stúdióban írta meg, mivel a már felvett lemez túl rövid volt, és a kiadó is akart egy kislemeznek való számot. Habár csak egy „töltelék” dalt akartak készíteni, a Paranoid a heavy metal egyik klasszikusa lett.
Akkoriban sok füvet szívtunk, néhány dalszöveg talán ezért szokatlan kicsit. Mint például az "Iron Man" (Vasember), aminek az ötlete egy képregényből jött, és egy robotról szól, aki életre kelt. … Vagy ott a "Fairies Wear Boots" (A tündérek bakancsot hordanak). Micsoda szöveg!
A nagylemez listavezető lett Angliában és 12. a Billboard lemezeladási listáján Amerikában. A Paranoid kislemez 4. lett Angliában és 61. az USA-ban, az Iron Man pedig 52. Megjelenése után pár hónappal az album aranylemez lett Amerikában, majd az évek során csak az USA-ban több mint 4 millió példányban kelt el, és multi-platina státuszt ért el.
A lemezt 1989-ben a Kerrang! magazin Minden idők 100 legjobb heavy metal albuma listáján a 39. helyre rangsorolta. A Rolling Stone magazin Minden idők 500 legjobb albumának listáján a 130. helyre sorolták. 2006-ban a Guitar World magazin Minden idők 100 legjobb gitáralbuma listáján a 6. helyet kapta. 2017-ben a Rolling Stone magazin Minden idők 100 legjobb metalalbuma listáján az 1. helyre rangsorolta. Szerepel az 1001 lemez, amit hallanod kell, mielőtt meghalsz című könyvben.
2009-ben megjelent az album háromlemezes deluxe kiadása, amely DVD-n tartalmazza az eredeti album 5.1-es surround illetve az 1974-ben készült kvadrofon mixét, illetve a harmadik lemezen a dalok instrumentális és alternatív változatait.

## Az album dalai
Minden dalt Tony Iommi, Ozzy Osbourne, Geezer Butler, Bill Ward írt.
| 1. | War Pigs       | 7:57 |
| 2. | Paranoid       | 2:50 |
| 3. | Planet Caravan | 4:35 |
| 4. | Iron Man       | 5:57 |

| 1. | Electric Funeral   | 4:52 |
| 2. | Hand of Doom       | 7:09 |
| 3. | Rat Salad          | 2:30 |
| 4. | Fairies Wear Boots | 6:16 |

## Helyezések és eladási adatok
| Év   | Lista           | Helyezés |
| ---- | --------------- | -------- |
| 1970 | Norvég VG lista | 5        |
| 1970 | Brit albumlista | 1        |
| 1971 | Billboard 200   | 12       |

| Ország        | Minősítés  |
| ------------- | ---------- |
| Kanada (CRIA) | platina    |
| USA (RIAA)    | 4x platina |

## Közreműködött
Együttes
- Ozzy Osbourne – ének
- Tony Iommi – gitár
- Geezer Butler – basszusgitár
- Bill Ward – dobok

Produkció
- Tom Allom – hangmérnök; zongora a Planet Caravan-on
- Rodger Bain – producer
- Brian Humphries – hangmérnök
- Marcus Keef – borító